# Administrador de tareas de Windows
El Administrador de tareas de Windows proporciona información sobre los procesos y aplicaciones que la computadora está ejecutando, la actividad de red, los usuarios y los servicios de sistema. Permite cerrar las aplicaciones que tienen conflicto de manera manual rápida y segura.

## Iniciar administrador de tareas
El administrador de tareas se puede iniciar mediante cualquiera de los cuatro métodos siguientes:
1. Mediante el menú contextual en la barra de tareas y seleccionando "Administrador de tareas".
2. Mediante la combinación de teclas Ctrl + ⇧ Mayús + Esc.
3. En Windows NT, Windows 2000, Windows Vista, Windows 7, Windows 8, y Windows 10, utilice la combinación de teclas Ctrl + Alt + Supr para abrir el cuadro de diálogo seguridad de Windows y, a continuación, haga clic en "Administrador de tareas". En Windows XP, presione Ctrl + Alt + Supr o Ctrl + ⇧ Mayús + Esc directamente inicia el administrador de tareas, a menos que haya desactivado la pantalla de bienvenida.
4. A partir de una línea de comandos, GUI (que se encuentra en C:\Windows\System32\taskmgr.exe) o un acceso directo "Taskmgr.exe"

## Pestañas y funciones
1. Rendimiento - se puede observar un gráfico correspondiente al uso de la CPU.
2. Red - en la pestaña de funciones de red se puede observar un gráfico que muestra el uso de la red
3. Usuarios - se puede ver qué usuarios tienen permisos en el sistema operativo
4. Historial de aplicaciones - guarda un registro de las aplicaciones que has abierto recientemente. Para eliminar todo rastro, es decir, tu historial, sigue estos pasos: Presiona las teclas Alt + CTRL + DELETE para abrir el Administrador de tareas, selecciona la pestaña Historial de aplicaciones, haz clic en Borrar historial de uso
5. Servicios - Se puede ver el nombre, el PID, una descripción breve y el estado del servicio. También contiene una funcionalidad bastante interesante, la de agrupar. La columna Agrupar proporciona información sobre restricciones o valores de parámetros devueltos. Desde aquí se podrá parar un servicio, ponerlo en marcha o localizar el proceso que está asociado.

También desde el administrador se pueden ejecutar aplicaciones, y hasta el mismo Explorador de Windows (si este finaliza inesperadamente) usando el botón Nueva tarea, escribiendo Explorer.exe y luego presionando Enter.